# Родники (Острогожский район)
Родники — хутор в Острогожскм районе Воронежской области.
Входит в состав Болдыревского сельского поселения.

## География
На хуторе имеется одна улица — Учительская.

## Население
| 2000 | 2005 | 2010 |
| ---- | ---- | ---- |
| 22   | →22  | ↘8   |